# كينجي كواكامي
كينجي كواكامي (باليابانية: 川上賢司) هو مهندس ومخترِع ياباني، ولد في 1946 في نارا في اليابان.